# Tmarus striolatus
Tmarus striolatus là một loài nhện trong họ Thomisidae.
Loài này thuộc chi Tmarus. Tmarus striolatus được Cândido Firmino de Mello-Leitão miêu tả năm 1943.